# Ismail Ahmed Ismail
Ismail Ahmed Ismail (Khartoem, 1 november 1984) is een Soedanese atleet, die gespecialiseerd is in de middellange afstand en zich daarbij met name manifesteert op de 800 m. Hij nam driemaal deel aan de Olympische spelen en veroverde hierbij eenmaal een zilveren medaille.

## Loopbaan
Ismail wist zowel op de Olympische Spelen van 2004 als die van 2008 door te dringen tot de finale van de 800 m, waarin hij respectievelijk als achtste en tweede eindigde. Door zijn prestatie in Peking was hij de eerste Soedanees die een medaille won op de Spelen. 
Ismail werd aangewezen als de vlaggendrager van zijn land bij de openingsceremonie van de Olympische Spelen 2012 in Londen. Op de 800 m werd hij tijdens deze Spelen uitgeschakeld in de series met een tijd van 1.48,79.

## Titels
- Afro-Aziatisch kampioen 800 m - 2003

## Persoonlijke records
Outdoor
| Onderdeel | Prestatie | Datum        | Plaats    |
| --------- | --------- | ------------ | --------- |
| 800 m     | 1.43,82   | 13 juli 2009 | Athene    |
| 1000 m    | 2.18,97   | 1 mei 2005   | Rabat     |
| 1500 m    | 3.41,97   | 1 mei 2005   | Palo Alto |

Indoor
| Onderdeel | Prestatie | Datum            | Plaats   |
| --------- | --------- | ---------------- | -------- |
| 600 m     | 1.16,12   | 7 februari 2010  | Moskou   |
| 800 m     | 1.44,75   | 26 februari 2009 | Praag    |
| 1500 m    | 4.02,79   | 9 maart 2001     | Lissabon |

## Palmares

### 800 m
Kampioenschappen
- 2000:  Afrikaanse kamp. - 1.45,41
- 2000: 7e serie WJK - 1.53,14
- 2001: 6e Afrikaanse juniorenkamp. – 1.52,42
- 2002: 5e WJK – 1.47,20
- 2002: 5e in ½ fin. Afrikaanse kamp. 1.49,18
- 2003:  Afro-Aziatische kamp. - 1.46,92
- 2003: 4e in serie WK – 1.47,21
- 2004:  Afrikaanse kamp. – 1.45,87
- 2004: 8e OS – 1.52,49
- 2006:  Afrikaanse kamp. – 1.46,65
- 2008:  OS – 1.44,70
- 2009: 3e in serie WK – 1.47,20
- 2010: 4e WK indoor – 1.46,90
- 2011: 6e in serie WK – 1.52,33
- 2012: 3e in serie WK indoor - 1.50,72
- 2012: 6e in serie OS - 1.48,69

Golden League-podiumplekken
- 2009:  Meeting Areva – 1.45,85

### 1500 m
- 2001: 10e in serie WK indoor – 4.02,79